# Eric Fleeks
Eric Fleeks est un acteur américain, né en 1948.

## Filmographie
- 1985 : Misfits of Science (TV) : Ambulance Attendant
- 1986 : Bad Guys : Cop
- 1986 : The Check Is in the Mail... : Water & Power man #2
- 1987 : Dirty Laundry : Black Man at Laundromat
- 1988 : Twice Dead : Policeman #2
- 1989 : Manhunt: Search for the Night Stalker (TV) : Detective Washington
- 1991 : Lower Level (vidéo) : Alarm Serviceman #1
- 1991 : Immunité diplomatique (Diplomatic Immunity) : Customer
- 1992 : Business Woman (Lady Boss) (TV) : Male Guard
- 1994 : Deep Red (en) de Craig R. Baxley : Deputy Medical Examiner
- 1994 : Animal Instincts 2 : Officer
- 1994 : L'Insigne de la honte (The Glass Shield) : Bailiff
- 1994 : Stranger by Night (en) de Gregory Dark (en) : Desk Sergeant
- 1995 : Evolver : Cop at Zach's
- 1995 : Virus (TV) : Doorman
- 1996 : Flirt avec la mort (Mind Games) : Manny
- 1996 : Erotic Confessions: Volume 2 (vidéo) : George (episode "Elevation")
- 1996 : Phat Beach : Carl
- 1997 : Petits cauchemars entre amis (Campfire Tales) : Policeman #2 (segment "The Campfire")
- 2003 : Coast (vidéo) : Cowboy
- 2004 : Sexcrimes 2 (Wild Things 2) (vidéo) : Officer Entwistle
- 2005 : Sexcrimes 3 - diamants mortels (Wild Things: Diamonds in the Rough) (TV) : Detective Gomez